# Sjeverna vreća ugljena (tamna maglica)
Sjeverna vreća ugljena (eng. Northern Coalsack), Veliki rasjed (eng. Great Rift, fra. Rift sombre), Tamna rijeka (eng. Dark River), u astronomiji je područje tamnih pojaseva koje zatamnjuju galaktiku Kumovu slamu, gledano sa Zemlje. Za njih se misli da su nakupina preklapajući, nesvijetlećih, molekulskih oblaka prašine koji leže između Sunčeva sustava i Strijelčeve ruke Kumove slame. Tvore tamnu stazu kroz zvjezdani put Kumove slame koji, gledan sa Zemlje je nahuknuti pojas bijela svijetla, širine 30-ak stupnjeva, pružajući se u luku preko noćnog neba. Oblaci se nalaze oko 800 do 1000 parseka (2600 do 3000 svj. godina) sa Zemlje, a po drugim autorima 4500 svj. godina od Zemlje. Procjenjuje se da su oblaci oko milijun sunčevih masa plazme i prašine. 
Otkrio ju je Edward Emerson Barnard 1919. godine.